# 寶雅山

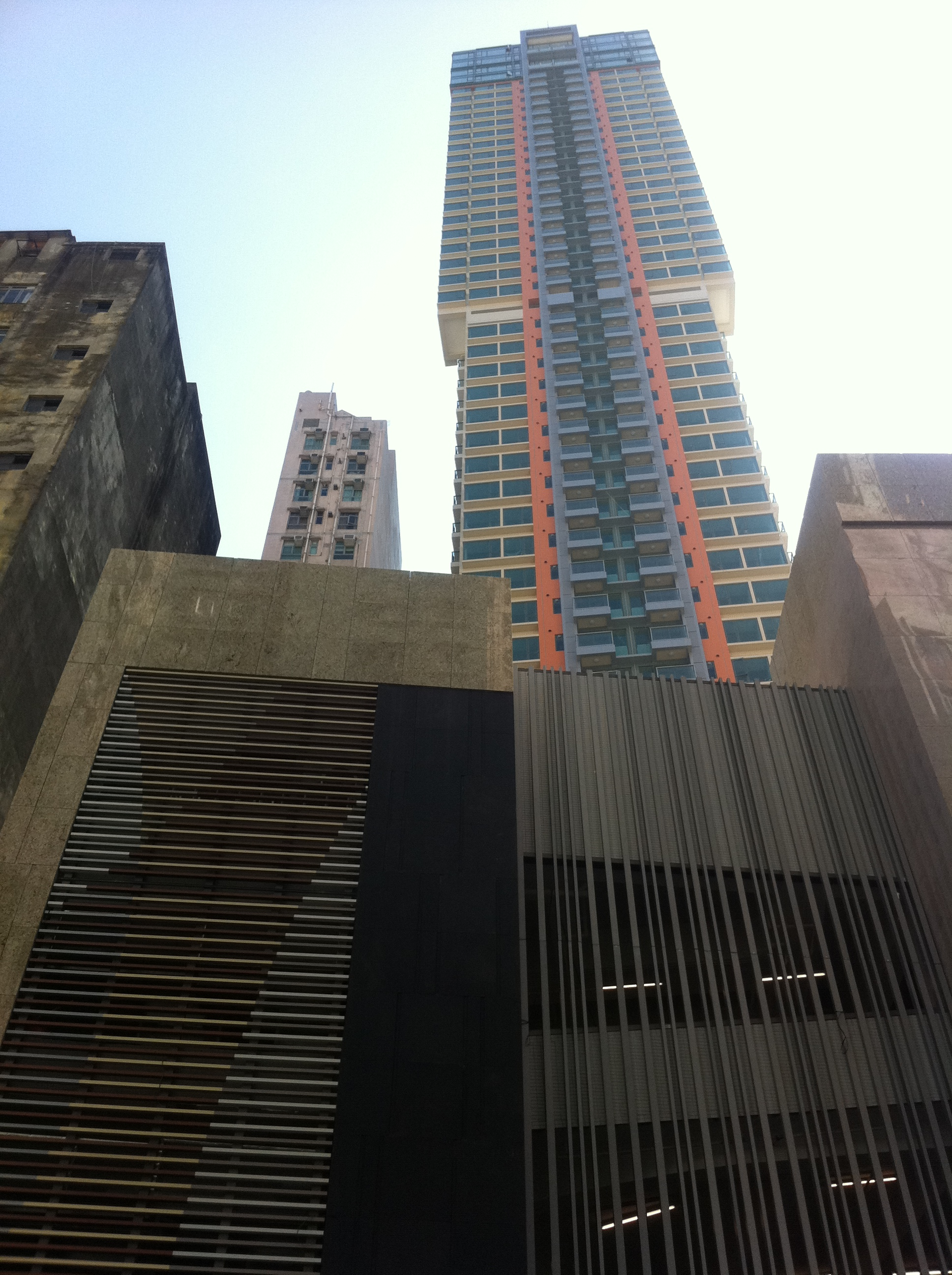
寶雅山面向卑路乍街

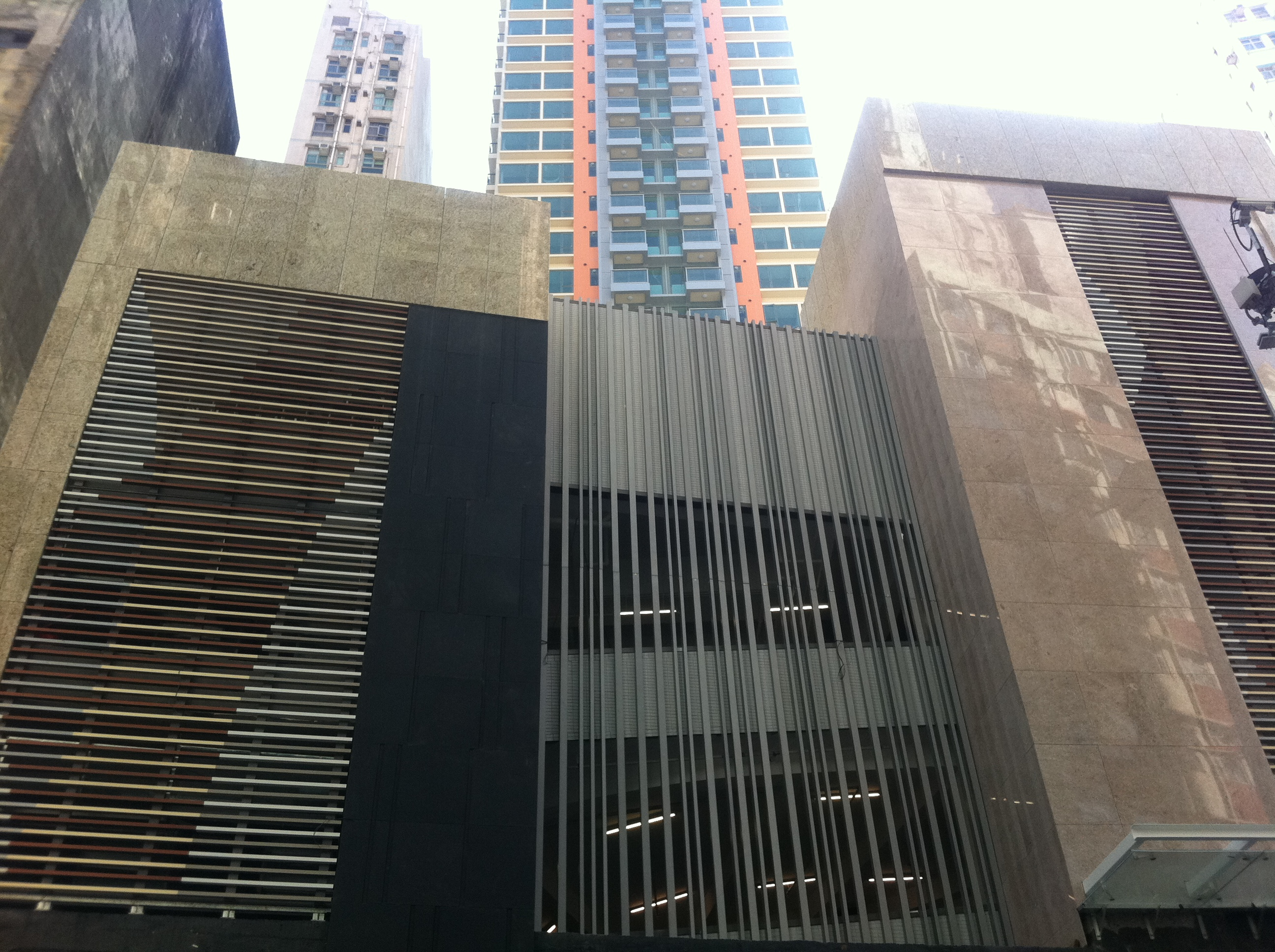
寶雅山基座

寶雅山（英語：Belcher's Hill）為香港西環堅尼地城的單幢住宅提供152個單位，附近大多為舊樓，樓高共42層，由新世界發展發展，物業由富城物業管理有限公司管理，2011年5月17日入伙。

## 歷史
寶雅山前身為「錦茂工業大廈」及「天隆工業大廈」，新世界發展於1996年已開始進行收購，及後經過十年的時間，終成功以逾兩億元完成收購兩項目，並合併發展成住宅項目，即「寶雅山」。2010年1月31起以遠期樓花銷售，但在3月1日，就只餘下4個標準單位，示範單位也就此永久封閉。

## 簡介
住宅由於望向維多利亞港及位於傳統名校網和港鐵堅尼地城站，故開售呎價由$8,400起。住宅部分樓高42層，但則有7至52樓（不設14、24、34及44樓），其中低層地下至六樓為基座，停車場設於1樓和2樓，共41個車位，會所設於3樓，其設施包括室內電腦室、健身室、按摩池等。5樓則是空中花園和游泳池。
7樓開始為住宅單位，1層4伙，共152個單位，單位介乎732-2198平方呎，其中27樓為隔火層。

## 附近住宅
- Lexington Hill
- 泓都
- 高逸華軒
- 裕福大廈
- 翰林軒
- 盈基花園

## 外部連結
- 寶雅山 官方網站